# Cristina D’Ancona Costa
Cristina D’Ancona Costa (* 21. März 1956) ist eine italienische Philosophiehistorikerin.

## Leben
Nach dem Erwerb der laurea an der Universität Pisa in Geschichte der mittelalterlichen Philosophie wurde D’Ancona Costa an der Universität Padua in Geschichte der antiken Philosophie promoviert. Im Anschluss haben sie verschiedene Forschungsaufenthalte an das De Wulf-Mansion Centrum der Katholieke Universiteit Leuven, an die UPR 76 (Histoire des Doctrines de l’Antiquité Tardive et du Haut Moyen Age) des CNRS und die École Pratique des Hautes Études in Paris geführt. Von 1994 bis 2003 war sie wissenschaftliche Mitarbeiterin an der Universität Padua und hat dort die Plotinus Colloquia sowie das Editions-, Übersetzungs- und Kommentierungsprojekt des Plotino greco-arabo begründet. Seit 2004 ist sie wissenschaftliche Mitarbeiterin und Dozentin für arabische Philosophie des Mittelalters an der Universität Pisa. Seit 2010 ist sie, neben Beteiligungen an anderen Wissenschaftsprojekten, Principal Investigator in dem Projekt Greek into Arabic. Philosophical Concepts and Linguistic Bridges des Europäischen Forschungsrates.
D’Ancona Costa gehört den Herausgebergremien verschiedener Fachzeitschriften und Publikationsreihen sowie dem wissenschaftlichen Beirat der École Pratique des Hautes Études an und ist Gründungsmitglied der Academia Platonica Septima Monasteriensis.
D’Ancona Costa befasst sich hauptsächlich mit der Rezeption des Aristoteles und des Neuplatonismus in der arabischen Philosophie und deren Überlieferung in das lateinische Mittelalter. Besondere Aufmerksamkeit hat sie dabei dem Liber de causis, seinen griechischen und arabischen Quellen und dem Kommentar des Thomas von Aquin zu dieser anonymen Schrift gewidmet. Gegenwärtig arbeitet sie vor allem an der fälschlicherweise sogenannten Theologie des Aristoteles, einer Übertragung aus den Enneaden IV-VI des Plotin ins Arabische.
2016 wurde sie zum Mitglied der Academia Europaea gewählt.

## Schriften (Auswahl)
- (Hrsg.): Tommaso d’Aquino, Commento al Libro delle cause. Rusconi, Milano, 1986 (I classici del pensiero. Sezione II. Medioevo e Rinascimento).
- Recherches sur le Liber de causis, Vrin, Paris 1995. ISBN 2-7116-1225-2.
- La casa della sapienza. La trasmissione della metafisica greca e la formazione della filosofia araba. Guerini e Associati, Milano 1996.
- (Hrsg., mit Giuseppe Serra): Aristotele e Alessandro di Afrodisia nella tradizione araba: atti del Colloquio "La ricezione araba ed ebraica della filosofia e della scienza greche", Padova, 14 - 15 maggio 1999. Padova 2002.
- mit Richard C. Taylor: Le Liber de causis, in: Richard Goulet u. a. (Hrsg.): Dictionnaire des philosophes antiques, Ergänzungsband, CNRS, Paris 2003, S. 599–647
- (Hrsg.): Plotino, La discesa dell’anima nei corpi (Enn. IV 8 [6]). Plotiniana Arabica (Pseudo-Teologia di Aristotele, capitoli 1 e 7; “Detti del sapiente greco”). Il Poligrafo, Padova 2003.
- (Hrsg., mit Vincenza Celluprica): Aristotele e i suoi esegeti neoplatonici. Logica e ontologia nelle interpretazioni greche e arabe. Atti del convegno internazionale Roma 19-20 ottobre 2001. Bibliopolis, Rom 2004. Rezension von: Lloyd P. Gerson, in: Bryn Mawr Classical Review 2004.10.14
- Storia della filosofia nell’Islam medievale. Einaudi, Torino 2005.
- (Hrsg.): The Libraries of the Neoplatonists. Proceedings of the Meeting of the European Science Foundation Network "Late Antiquity and Arabic Thought: Patterns in the Constitution of European Culture", Strasbourg, March 12-14, 2004. Brill, Leiden/Boston 2007 (Philosophia antiqua, Bd. 107). Rezension von: Christophe F. Erismann, in: Bryn Mawr Classical Review 2009.01.31
- Greek Sources in Arabic and Islamic Philosophy. In: Edward N. Zalta (Hrsg.): Stanford Encyclopedia of Philosophy. (2009/2011)